# 가이 S. 멜로이 주니어
가이 S. 멜로이 주니어(영어: Guy S. Meloy Jr.)는 퇴역한 미국의 군인으로 1961년 7월 1일부터 1963년 7월 31일까지 주한 미군 사령관을 역임했다.

## 생애
미국 육군사관학교를 졸업한 그는 제2차 세계 대전과 한국 전쟁에 참전하였다.

## 군인 경력

### 한국 전쟁
한국 전쟁 발발 이후 제24보병사단 19연대 연대장으로 공주-대평리 전투에서 부상을 당하였지만 부하들의 탈출을 도와 수훈십자장을 받았다.